# Janos Kemeny
Janos Kemeny (węg. János Kemény, ur. 14 grudnia 1607, zm. 23 stycznia 1662 w Nagyszőlős) – książę Siedmiogrodu w latach 1660–1662.

## Życiorys
W czasie drugiej wojny północnej, w styczniu 1657 roku, jako najwyższy hetman księcia Jerzego II Rakoczego, wziął udział w wyprawie do Polski. Wraz z całą armią skapitulował w lipcu pod Czarnym Ostrowem. Następnie w trakcie odwrotu został wzięty w jasyr przez Tatarów. Po dwóch latach niewoli został oswobodzony w 1659 roku.
W 1660 roku wystąpił przeciwko popieranemu przez Turków księciu Barcsayowi i zmusił go do abdykacji. Partia narodowa ogłosiła go 1 stycznia 1661 roku księciem Siedmiogrodu. Gdy sułtan Mehmed IV wysunął przeciwko niemu Michała Apafiego, połączył się z cesarską armią Raimondo Montecuccolego.
Zginął 23 stycznia 1662 roku w bitwie pod Nagyszöllös.